# Нечинска бара
Нечинска бара (Банска бара, Гаговица) е река в Северозападна България, област Видин – община Ружинци и област Монтана – община Брусарци, десен приток на река Лом. Дължината ѝ е 30 km.
Река Нечинска бара извира от северните склонове на Широка планина в Предбалкана, на 476 m н.в. под името Гюргичка бара. До язовир „Гюргич“ тече на север в дълбока и залесена долина. От село Гюргич продължава в североизточна посока и преди шосето Монтана – Видин в нея отдясно се влива река Карачица и се образува същинската река Нечинска бара. Влива се отдясно в река Лом на 77 m н.в. в близост до село Дондуково.
Площта на водосборния басейн на река Нечинска бара е 222 km2, което представлява 17,9% от водосборния басейн на река Лом.
Основни притоци: Карачица (десен) и Киселевска река (ляв).
По течението на реката са разположени следните селища:
- Област Видин

- Община Ружинци – село Гюргич

- Област Монтана

- Община Брусарци – селата Буковец и Смирненски и град Брусарци.

Водите на реката се използват главно за напояване – язовири „Гюргич“ и „Христо Смирненски“.

## Топографска карта
- Лист от карта K-34-10. Мащаб: 1 : 100 000.
- Лист от карта K-34-11. Мащаб: 1 : 100 000.